# Internacionalni park La Amistad
Internacionalni park La Amistad je međunarodno zaštićeno područje koji se nalazi na planinskom vencu Talamanca, koji dele Kostarika i Panama; najveći je rezervat prirode u Srednjoj Americi u kome obitava oko 20% živih vrsta tog područja. Osnovan je kao zajednički nacionalni park Kostarike i Paname 3. marta 1979. godine, i kostarikanski deo je priznat kao rezervat biosfere 1982. godine, te je upisan na Uneskov spisak mesta Svetske baštine u Americi 1983. godine kao jedino područje u Srednjoj Americi koje su oblikovali lednici i najveće područje prašuma Kostarike i Paname u kome se mogu pronaći sve srednjoameričke velike mačke, ali i neki od najstarijih dokaza ljudskog obitovanja u Srednjoj Americi. Panamski dio je dodat 1990. godine.

## Odlike
Internacionalni park La Amistad pokriva više od 401.000 hektara, uglavnom tropskih šuma nastalih tokom ledenog doba pre 25.000 godina. Na području svih pet visinskih zona u tropima, nalaze se i ledenjačka jezera, te subalpske i paramske šume (srednjoamerički ekosistem alpske tundre), te hrastova šuma. Na planini Kamuk nalazi se najbogatija, a na Čiripou (Kostarika) najraznovrsnija prašuma, u kojoj ne postoje dokazi ikakvoga ljudskog delovanja. Bioraznolikost ovog područja je neusporediva sa bilo kojim zaštićenim područjem slične veličine u svetu, uglavnom zbog delovanja ledenjaka koji su omogućili interakciju biljnog sveta Severne i Južne Amerike, te zbog različitih klimatskih i edafoloških (biološke vrste tla) odlika.
Fauna u Internacionalnom parku La Amistad je izuzetno raznolika. Tu obitavaju sve srednjoameričke velike mačke: jaguar, puma, ocelot, margaj (Leopardus wiedii) i jaguarundi (Puma yagouaroundi); te drugi sisari kao što su: srednjoamaerički tapir (Tapirus bairdii), srednjoamarički majmun-veverica (Saimiri oerstedii), majmun drekavac (Alouatta), crnoruki pauk-majmun Ateles geoffroyi); te ptice kao što su: harpija, golovrata pećinarka (Cephalopterus glabricollis), trošiba pećinarka Procnias tricarunculata), grivasti orao Morphnus guianensis), orao samac Harpyhaliaetus solitarius), i narančastoprsni sokol (Falco deiroleucus).
Na ovom području nalazi se i nekoliko arheološka lokaliteta, uglavnom uz glavne vodene tokove. Oko 50 km od vulkana Barua u Panami otkriven je pretkeramički lokalitet s nalazima starima najmanje 12.000 godina. Njihova blizina drugim lokalitetima na pacifičkoj obali Kostarike, samo nekoliko km od La Amistada, govori o mogućnosti postojanja više lokaliteta ranih srednjoameričkih kultura.
Godine 2006, britansko prirodoslovno udruženje Darvinova inicijativa je, u saradnji sa Prirodoslovnim muzejom u Londonu, te državnim udruženjima INBio (Kostarika) i ANAM (Panama), organizovalo trogodišnje istraživanje ovog područja prilikom čega je skupljen veliki broj primeraka živih vrsta od kojih i 12 novootkrivenih: jedna vrsta bube, 15 vodozemaca i 3 reptila.

## Zaštita i upravljanje
Nakon zajedničke deklaracije predsednika dve zemlje iz 1979. godine, Kostarika je nominovala nekoliko susednih zaštićenih područja, koja su 1983. upisana na spisak svetske baštine. Godine 1990, panamski susedni La Amistad nacionalni park je upisan na spisak svetskog nasleđa kao produžetak kostarikanskog parka, čime je formirana jedna od malobrojnih prekograničnih lokacija svetskog nasleđa, zahvaljujući izvrstnom međuvladinom okviru za koordinirano i kooperativno upravljanje i očuvanje. Dvonacionalna tehnička komisija za prekogranična zaštićena područja nadzire sporazum i usmerava pregovore između brojnih privatnih i javnih grupa i agencija koje deluju u Talamanci. U obe zemlje postoji snažan pravni i institucionalni okvir za zaštitu i upravljanje pojedinačnim zaštićenim područjima, koja pripadaju različitim kategorijama. U tom smislu, upravljanje je u nadležnosti nacionalnih tela za zaštitu okoline dve zemalje, što je ujedno i izvor osnovnog financiranja. Istodobno, na lokalnom nivou postoje brojne inicijative uz potporu mnogih grupa za zaštitu, uključujući i finansijsku potporu. Jedna od osobenosti i istinskih vrednosti ovog parka je njegova velika veličina i kompozicija čime su obuhvaćene mnoge granične komponente preko međunarodne granice. To predstavlja veliki potencijal u smislu osiguravanja kontinuiteta ekoloških procesa na nivou geografskog predela.
U prošlosti je nedovoljno finansiranje rezultiralo nedostacima u pogledu osoblja, opreme i infrastrukture. Još važnije, šira dešavanja na obe strane međunarodne granice zahtevaju pažnju kako bi se sprečilo pogoršanje ili gubitak izuzetnih vrednosti očuvanja parka. Prisutno je zadiranje duž napredujuće „poljoprivredne granice” za egzistenciju, plantaže i stočarstvo, naročito duž pacifičkih padina i duž puteva. Ranija zadiranja su dovela do naseljavanja, seče, šumskih požara, ispaše, ribolova i krivolova, ilegalne ekstrakcije flore i faune, što je sve zajedno fragmentisalo šume i pogoršavalo prirodne resurse. Mora se tražiti i održavati ravnoteža između tradicionalnih, ali dinamičnih sistema za život domaćih stanovnika sa upotrebom resursa, uključujući slobodnu pašu, lov, ribolov i sakupljanje lekovitih biljaka. Drugi dokumentovani izazovi uključuju pljačku arheoloških nalazišta i neregulisani turizam. Neophodno je uključiti lokalne i domorodačke zajednice zavisne od resursa u upravljanje. Zonacija i definicija tampon zone za imovinu su obećavajući instrumenti u tom smislu. Veliki projekti predviđeni u okolini parka uključuju istraživanje nafte, rudarsko iskopavanje bakra, hidroenergiju, dalekovode i izgradnju puteva, a sve to zahteva puno razmatranje društvenih i ekoloških uticaja. Postojeći savez između vlada Paname i Kostarike zahteva konsolidaciju, sa harmonizovanim okvirom upravljanja na nivou regiona.

## Literatura
- C. Michael Hogan, Isthmian-Atlantic_moist_forests. Encyclopedia of Earth, urednik: Cutler Cleveland, National Council of Science and the Environment, 2008.
- „An ecosystem approach to natural resource conservation in California”. CIPA Publication No. 106. The California Institute of Public Affairs (CIPA). InterEnvironment Institute. август 2001. Архивирано из оригинала 2. 4. 2012. г. Приступљено 10. 7. 2012.
- „The right to a clean and healthy environment: 6 things you need to know”. UN News. 15. 10. 2021. Приступљено 15. 10. 2021.
- „Bachelet Calls For Urgent Action To Realize Human Right To Healthy Environment Following Recognition By UNGA”. www.scoop.co.nz. 29. 7. 2022. Приступљено 2022-08-11.
- „Bachelet calls for urgent action to realize human right to healthy environment following recognition by UN General Assembly”. OHCHR (на језику: енглески). Приступљено 2022-08-11 — преко Press Release.
- Environmental Psychology: Principles and Practices. Bankston Cotton. 4. 3. 2019. стр. 310. ISBN 9781839474088.
- Stewart, Desmond (фебруар 1972). „The Limits of Trooghaft”. Encounter. London. 38 (2): 3—7. Приступљено 24. 9. 2011.
- „Rainforests.net – Variables and Math”. Архивирано из оригинала 5. 12. 2008. г. Приступљено 4. 1. 2009.
- Sahney, S.; Benton, M.J.; Falcon-Lang, H.J. (2010). „Rainforest collapse triggered Pennsylvanian tetrapod diversification in Euramerica”. Geology. 38 (12): 1079—1082. Bibcode:2010Geo....38.1079S. doi:10.1130/G31182.1.
- Bourgeron, Patrick S. (1983). „Spatial Aspects of Vegetation Structure”.  Ур.: Frank B. Golley. Tropical Rain Forest Ecosystems. Structure and Function. Ecosystems of the World (14A изд.). Elsevier Scientific. стр. 29—47. ISBN 0-444-41986-1.
- „Sabah”. Eastern Native Tree Society. Архивирано из оригинала 28. 02. 2008. г. Приступљено 14. 11. 2007.
- Sahney, S.; Benton, M.J.; Ferry, P.A. (2010). „Links between global taxonomic diversity, ecological diversity and the expansion of vertebrates on land”. Biology Letters. 6 (4): 544—547. PMC 2936204 . PMID 20106856. doi:10.1098/rsbl.2009.1024.
- Tseits, M. A.; Devin, B. A. (2005). „Soil Science Web Resources: A Practical Guide to Search Procedures and Search Engines” (PDF). Eurasian Soil Science. 38 (2): 223. Архивирано из оригинала (PDF) 17. 12. 2008. г. Приступљено 2008-01-07.
- Miller, Raymond W.; Gardiner, Duane T. (1998). Soils in Our Environment (8th изд.). Upper Saddle River, NJ: Prentice Hall. ISBN 978-0-13-610882-5.

## Spoljašnje veze
- Galerija fotografija